# Maxillaria rhodoleuca
Maxillaria rhodoleuca là một loài thực vật có hoa trong họ Lan. Loài này được (Schltr.) P.Ortiz mô tả khoa học đầu tiên năm 1991.